# Домино (карточная игра)
Домино́ — карточная игра. Применяется 52−карточная колода. Участвуют от 2 до 6 игроков. Цель игры − избавиться от всех карт на руках.

## Правила игры
Всем участвующим в игре раздаётся по 7 карт, а оставшаяся колода кладётся взакрытую рядом и верхняя карта снимается. На эту карту по очереди игрок, сидящий следом за сдающим, должен положить карту либо серию карт, которые составляют последовательности с ней, вне зависимости от масти. Например: на 7 можно положить 8 либо 6, либо 6, 5, 4, либо 8, 9, 8, 7 и т. д. Туз является «поворотной» картой: его и на него можно положить и короля, и двойку.
Игрок обязан снести карту, если есть такая возможность. Если игрок не может выложить ни одну из карт, то он берёт карту из колоды. Если она подходит, то он кладёт её на кон и тянет следующую (либо выкладывает карту с рук, если теперь это возможно), если не подходит, то забирает себе и передаёт ход дальше.
Выигрывает тот, кто первым избавится от своих карт на любой стадии игры, даже если остались ещё карты в колоде. Если таких нет, то считается что игра не состоялась (ничья).
Эту игру относят к играм на скидывание карт. Сюда относится, например, мавр.